# Jan Lundin
Jan Ored Lundin (Stoccolma, 3 settembre 1942 – Åkersberga, 10 maggio 2023) è stato un nuotatore svedese.

## Carriera
Stileliberista, debuttò diciannovenne ai campionati europei di nuoto 1962, ottenendo la medaglia di bronzo nella staffetta 4x100 m stile libero.
Nel 1964 partecipò alle Olimpiadi di Tokyo: sebbene iscritto ai 400 m stile libero, non disputò la gara; prese parte invece alle staffette 4x100 m stile e 4x200 m stile, ottenendo in entrambe il quinto piazzamento e il record nazionale.
Agli europei del 1966, giunse settimo nella gara dei 100 m stile libero e vinse due medaglie di bronzo nella staffetta 4x100 m stile libero e nella staffetta 4x200 m stile libero.
Dopo il ritiro dall'agonismo, Jan Lundin continuò ad essere attivo nell'ambito sportivo e associazionistico, ricevendo diversi premi tra cui la medaglia d'oro al merito dalla Federazione Svedese di Nuoto nel 2020. Morì nel 2023 all'età di ottant'anni.

## Palmarès
| Giochi olimpici          | 400 m st. libero | 4 × 100 m st. libero      | 4 × 200 m st. libero        |
| 1964 Tokyo Giappone      | DNS              | 5º - 3'40"7 frazione 54"6 | 5º - 8'08"0 frazione 1'59"7 |
| Campionati europei       | 100 m st. libero | 4 × 100 m st. libero      | 4 × 200 m st. libero        |
| 1962 Lipsia Germania Est | ---              | Bronzo: 3'45"0            | ---                         |
| 1966 Utrecht Paesi Bassi | 7º - 55"3        | Bronzo: 3'39"0            | Bronzo: 8'04"3              |